# Japira
Japira é um município brasileiro do estado do Paraná.

## História
Japira era parte integrante do município de Tomazina. Em 1923 o coronel Joaquim Pedro de Oliveira era dono de extensa área de terras entre os rios Laranjinha e das Cinzas. No ano seguinte sua propriedade rural seria cortada pelos trilhos de aço da estrada de ferro que correria no sentido meridional, e o coronel fez doação de determinada área de terras para a construção de uma estação ferroviária.
A estação ferroviária de Japira foi inaugurada no dia 15 de novembro de 1924, com de nominação sugerida pelo engenheiro Francisco Bittencourt.
Não demorou e ao redor da estação foram construídas dezenas de casas, que aumentavam gradativamente, com o passar dos anos. A lei nº 93, de 19 de setembro de 1948, criou o Distrito Administrativo de Japira, jurisdicionado ao município de Tomazina.
Em 14 de dezembro de 1951, pela lei nº 790, foi criado o município de Japira. As primeiras eleições deram-se a 9 de novembro de 1952, ocasião em que o coronel Joaquim Pedro de Oliveira elegeu-se prefeito municipal.

## Geografia
Possui uma área é de 189 km² representando 0,0949 % do estado, 0,0336 % da região e 0,0022 % de todo o território brasileiro. Localiza-se a uma latitude 23°48'46" sul e a uma longitude 50°08'20" oeste, estando a uma altitude de 660 metros. Sua população, conforme o Censo IBGE de 2010, era de 4.910 habitantes.

### Ferrovia
O ramal de Barra Bonita e Rio do Peixe começou a ser construído nos anos 1920, partindo da estação de Wenceslau Braz, no ramal do Paranapanema, segundo consta com a intenção de atingir as minas de carvão na região de Figueira e Cambuí, após Barra Bonita (Ibaiti).
A estação de Japyra foi inaugurada em 1925, como estação de 3ª classe, mas já estava concluída desde 1924 (Relatório da RVPSC, 1924). Nessa época, em Japira existia uma das maiores serrarias da região, a Oliveira & Cia., além de máquinas beneficiadoras de algodão e café. Era parte integrante do município de Tomazina. Hoje, quase oitenta anos depois, nada restou da estação, nem há nenhum sinal visível de que houve um dia uma ferrovia naquela cidade. A ferrovia deixou de funcionar em 1968 e o prédio da Prefeitura foi construído no local da antiga estação. A estação de Japira tinha a mesma planta da estação de Mallet. Ela ficava um pouco abaixo do atual prédio da Prefeitura. Esta hoje se encontra em cima do antigo viradouro que terminava bem em frente à porta da igreja. A estação ficava um pouco abaixo, onde hoje é a rua e minha tia era a agente do correio. Houve um período em que a Sorocabana emprestou a 222, o breque, os carros de segunda e o de primeira. O misto na época do carvão descia com muitas gôndolas de carvão com o guarda freio. Japira produziu muita madeira de pinho e café e além dos trens de passageiros, circulavam também trens extras. Em Japira, na época, o misto partia de Wenceslau Braz às 15:00 a passava em Japira às 17:40 horas e no retorno pela manhã, às 8:40 horas. Duas locomotivas, a 637 e 643 faziam o percurso, com carro correio, segunda e primeira classes. A baldeação com o misto de Ourinhos a Jaguariaiva (locomotivas 700) em Wenceslau era às 11:00. Na época de carga e carvão, havia os guarda freios em cima de vagões e gôndolas.

## Origem do nome
Os primeiros desbravadores sempre avistavam uma ave de coloração preta e avermelhada que os índios chamavam de Japuyra então o nome Japira foi inspirado nesta ave, que habitava abundantemente a região na época da criação do município. O pássaro tem o nome de GUACHE JAPUYRA, daí a derivação JAPIRA. A estação de trem passou a chamar-se estação de “Japyra”; e mais tarde se tornou o nome da cidade.

### Demografia
Dados do Censo - 2000
População total: 4.901
- Urbana: 2.327
- Rural: 2.574
- Homens: 2.549
- Mulheres: 2.352

Taxa de alfabetização:100%
Índice de Desenvolvimento Humano (IDH-M): 0,706
- IDH-M Renda: 0,640
- IDH-M Longevidade: 0,673
- IDH-M Educação: 0,804

## Administração
- Prefeito: Hariel Vieira Fogaça (2025/2028)
- Vice-prefeito:  Marcos Banana
- Presidente da câmara: ? (2025/2028)